# Przewód liniowy
Przewód liniowy – przewód będący w czasie normalnej pracy sieci elektroenergetycznej pod napięciem i przeznaczony do przesyłu energii elektrycznej, ale niebędący ani przewodem neutralnym, ani przewodem środkowym. 